# Каллиник (Александридис)
Митрополи́т Калли́ник (греч. Μητροπολίτης Καλλίνικος, в миру Симео́н Александри́дис, греч. Συμεών Αλεξανδρίδης; 21 июня 1926, Стамбул — 3 августа 2014, Стамбул) — епископ Константинопольской православной церкви; митрополит Листрийский (1985—2014).

## Биография
Родился 21 июня 1926 года в стамбульском районе Фенер, в Турции.
Начальное образование получил в патриаршей городской школе Марасли, а затем учился в патриаршей Великой школе нации на Фанаре. В 1942 году поступил в Богословскую школу на острове Халки, где прошел лицейский курс, а затем получил и богословское образование, окончив её в 1949 году.
15 мая 1949 года митрополитом Неокесарийским Хризостомом (Коронеосом) рукоположён в сан диакона и назначен архидиаконом Принкипоннисской митрополии. В этой должности состоял до 1958 года, когда Патриархом Афинагором был назначен третьим патриаршим диаконом, а в 1964 году — вторым.
В течение двух лет, в 1966—1968 годов, обучался в аспирантуре Папского Восточного института в Риме по направлению «Церковная история».
29 ноября 1970 года избран титулярным митрополитом Листрийским и одновременно назначен великим протосингелом Константинопольской патриархии.
5 декабря 1970 года митрополитом Неокесарийским Хризостомом (Коронеосом) был хиротонисан во пресвитера.
6 декабря хиротонисан в сан епископа Листийского и возведён в сан митрополита. Хиротонию совершили: митрополит Неокесарийский Хризостом (Коронеос), митрополит Мирликийский Хризостом (Константинидис), митрополит Иринопольский Симеон (Амариллиос), митрополит Созопольский Агапий (Иоаннидис).
Занимал должность великого протосингела Константинопольской Патриархии, на которой оставался до кончины Патриарха Афинагора в 1972 году.
9 ноября 1976 года Листрийская митрополия возведена в ранг действующей (έν ένερεία), а митрополит Листрийский стал правящим митрополитом Константинопольского престола.
В 1978 году стал членом Священного Синода и ряда синодальных комиссий Константинопольского Патриархата.
18 сентября 1979 года был переведён на Принкипоннисскую митрополию.
5 ноября 1985 года митрополит Каллиник снова переведён в Листрийскую митрополию.
Скончался утром 3 августа 2014 года в Стамбуле.